# 李府
李府（?—?），字一樂，南匯縣所城（今惠南鎮）人。
明朝嘉靖中葉，任千戶所哨官。嘉靖三十二年（1553年）二月，倭寇侵犯南匯。李府率次子李香及張涓等家族三十多人開城出擊，殺倭兵數人。數日後，倭寇捲土重來。李府開城迎敵，倭寇假裝敗逃，李府不知是計，繼續追逐，至一隱密林區，倭寇萬箭齐发，李府中箭殉職。葬於南匯城東門外。後人立有「忠勇詞」，今已毀。其孫李尚兗，進士出身，曾孫李中梓為一代名醫。